# Atléticos de San Germán
 (septembre 2019).
Si vous disposez d'ouvrages ou d'articles de référence ou si vous connaissez des sites web de qualité traitant du thème abordé ici, merci de compléter l'article en donnant les références utiles à sa vérifiabilité et en les liant à la section « Notes et références ».
Maillots
Actualités
Les Atléticos de San Germán, est un club portoricain de basket-ball basé à San Germán.
Fondée dans les années 1930 après la fusion de l'ancienne équipe de San Germán et de l'équipe de Farmacia Martín, cette équipe est l'une des équipes originales de BSN (le plus haut niveau du championnat portoricain). Les matches à domicile ont lieu à l'Arquelio Torres Ramírez Coliseum.
L'équipe a remporté quatorze championnats du Porto Rico (1932, 1938, 1939, 1941, 1942, 1943, 1947, 1948, 1949, 1950, 1985, 1991, 1994, 1997). Elle est la plus titré de BSN avec les équipes des Vaqueros de Bayamón et Leones de Ponces et représente 16,8% de tous les championnats BSN depuis le début des championnats de la ligue en 1930. Cela fait des Atleticos de San Germán le club de basket-ball le plus titré à ce jour de toutes les franchises de sports professionnels de la partie occidentale de Porto Rico. La ville elle-même est connue sous le nom de "La cuna del baloncesto en Puerto Rico" (le berceau du basket-ball à Porto Rico).
Leur mascotte "The Orange Monster" fait partie de l'image de l'équipe, elle apparaît clairement dans son logo et est le surnom du club depuis des décennies.

## Bilan sportif

### Palmarès
- Championnat du Porto Rico :
  - 14x champion : 1932, 1938, 1939, 1941, 1942, 1943, 1947, 1948, 1949, 1950, 1985, 1991, 1994, 1997

## Entraîneurs
- 1972-? :  Armando Torres
- 1985 :  Flor Meléndez
- 1991-1994 :  Carlos Morales Matos
- 2003 :  Raymond Dalmau
- 2011-2012 :  Nelson Colón
- 2013 :  Iván Déniz
- 2015-2016 :  Hector Porrata-Doria
- 2017 :  Wilhelmus Caanen
- 2019- :  David Rosario

## Joueurs marquants
- O. J. Mayo
- Alpha Bangura
- Earl Barron